# Lijn 3 (metro van Madrid)
Lijn 3 is een metrolijn in de Spaanse hoofdstad Madrid. De gele lijn werd geopend op 9 augustus 1936. Lijn 3 telt 19 stations en een lengte van 17,49 km.

## Stations
| Station                | Overstappunt | Foto * | Type                         | Geopend         | Ligging                       | Stadsdeel                 |
| ---------------------- | ------------ | ------ | ---------------------------- | --------------- | ----------------------------- | ------------------------- |
| Moncloa                |              | 1340 ! | kuip                         | 17 juli 1963    | 40° 26′ 4″ NB, 3° 43′ 10″ WL  | Moncloa-Aravaca           |
| Argüelles              | 04 06        | 1350 ! | enkelgewelfdstation          | 15 juli 1941    | 40° 25′ 50″ NB, 3° 42′ 58″ WL | Moncloa-Aravaca           |
| Ventura Rodríguez      |              | 1360 ! | ondiep gelegen zuilenstation | 15 juli 1941    | 40° 25′ 38″ NB, 3° 42′ 50″ WL | Moncloa-Aravaca           |
| Plaza de España        | 02 10        | 1380 ! | enkelgewelfdstation          | 15 juli 1941    | 40° 25′ 24″ NB, 3° 42′ 40″ WL | Centro en Moncloa-Aravaca |
| Callao                 | 05           | 1400 ! | enkelgewelfdstation          | 15 juli 1941    | 40° 25′ 12″ NB, 3° 42′ 20″ WL | Centro                    |
| Sol                    | 01 02        | 1430 ! | ondiep gelegen zuilenstation | 17 oktober 1919 | 40° 25′ 0″ NB, 3° 42′ 12″ WL  | Centro                    |
| Lavapiés               |              | 1750 ! | enkelgewelfdstation          | 9 augustus 1936 | 40° 24′ 31″ NB, 3° 42′ 3″ WL  | Centro                    |
| Embajadores            | 05           | 1780 ! | enkelgewelfdstation          | 1 maart 1951    | 40° 24′ 18″ NB, 3° 42′ 10″ WL | Centro                    |
| Palos de la Frontera   |              | 1790 ! | enkelgewelfdstation          | 26 maart 1949   | 40° 24′ 11″ NB, 3° 41′ 39″ WL | Arganzuela                |
| Delicias               |              | 1800 ! | enkelgewelfdstation          | 26 maart 1949   | 40° 23′ 54″ NB, 3° 41′ 39″ WL | Arganzuela                |
| Legazpi                | 06           | 1810 ! | enkelgewelfdstation          | 1 maart 1951    | 40° 23′ 28″ NB, 3° 41′ 42″ WL | Arganzuela                |
| Almendrales            |              | 2310 ! | kuip                         | 21 april 2007   | 40° 23′ 0″ NB, 3° 41′ 54″ WL  | Usera                     |
| Hospital 12 de Octubre |              | 2320 ! | ondiep gelegen zuilenstation | 21 april 2007   | 40° 22′ 30″ NB, 3° 41′ 45″ WL | Usera                     |
| San Fermín-Orcasur     |              | 2330 ! | ondiep gelegen zuilenstation | 21 april 2007   | 40° 22′ 11″ NB, 3° 41′ 41″ WL | Usera                     |
| Ciudad de los Ángeles  |              | 2440 ! | ondiep gelegen zuilenstation | 21 april 2007   | 40° 21′ 36″ NB, 3° 41′ 38″ WL | Villaverde                |
| Villaverde Bajo-Cruce  |              | 2450 ! | ondiep gelegen zuilenstation | 21 april 2007   | 40° 21′ 6″ NB, 3° 41′ 32″ WL  | Villaverde                |
| San Cristóbal          |              | 2460 ! | ondiep gelegen zuilenstation | 21 april 2007   | 40° 20′ 29″ NB, 3° 41′ 36″ WL | Villaverde                |
| Villaverde Alto        |              | 2470 ! | ondiep gelegen zuilenstation | 21 april 2007   | 40° 20′ 29″ NB, 3° 42′ 41″ WL | Villaverde                |
| El Casar               | 12           | 2680 ! | ondiep gelegen zuilenstation | 21 april 2025   | 40° 19′ 7″ NB, 3° 42′ 36″ WL  | Getafe                    |

- De sorteerwaarde van de foto is de ligging langs de lijn